# Allotinus rebilus
Allotinus rebilus är en fjärilsart som beskrevs av Hans Fruhstorfer 1913. Allotinus rebilus ingår i släktet Allotinus och familjen juvelvingar. Inga underarter finns listade i Catalogue of Life.